# Andelsselskab med begrænset ansvar
Andelsselskab med begrænset ansvar (a.m.b.a.) er et andelsselskab, hvor ejernes ansvar er begrænset til den af dem indskudte andelskapital. Selve betegnelsen "...med begrænset ansvar" er ikke præcis, idet selve andelsselskabet har ubegrænset ansvar (og hæftelse). Der menes reelt, at ejernes hæftelse er begrænset.
For at andelsselskabet skal have retsevne, skal det registreres hos Erhvervsstyrelsen. Er det ikke det, vil ejerne hæfte personligt og solidarisk.